# Мучонь
Мучонь (угор. Múcsony) — село в Угорщині, медьє Боршод-Абауй-Земплен, Казінцбарцикський яраш.

## Населення
Селище займає площу 17,55 км², там проживає 3744 жителів (за даними 2015 року). За даними 2011 року, 87.3 % жителів селища — угорці, 7.38 % — цигани, 4.02 % — русини.

## Розташування
Село розташоване на річці Суха — лівій притоці річки Солоної (угорською — Шайо), за 20 км на північний захід від адміністративного центру медьє Мішкольца. Є приміським селом повітового центру Казінцбарцика.

## Історія
В літописах село згадане вже за часів панування династії Арпадів, у 1219 році, під назвою  Mulchun. У 1332 р. в селі вже була дерев’яна церква, а з 1797 — мурована.  В 1556 р. село спустошили турки, а в 1639 — велика пожежа.
В середині XVIII ст. частина русинського населення Мучоня переселилась у Воєводину (села Великий Керестур та Коцур).
У 1910 р. в селі жило 1405 людей, з них 1216 — греко-католики, 116 — римо-католики, 47 — юдеї.  В 1897–1990 роках при селі в присілку Алберттелеп функціонували вуглярня і цегельня, які внаслідок кризи занепали.

## Сучасність
В селі, у сучасному будинку, функціонує восьмикласна основна школа. Є спеціальні факультативи з англійської мови, інформатики, математики. З п'ятого по восьмий клас учні проходять курс русинської мови (на підставі бачванського діалекту). Наявні також гуртки: танцювальний, драматичний, образотворчий, музичний і хорового співу. В селі функціонують два будинки культури, дитсадок, кухня громадського харчування, соціальні й медичні служби. Є осідком греко-католицької Мішкольцької єпархії.

## Самоуправління села і меншин
Орган самоуправління села складаються з 7 осіб. В Мучоні функціонують також самоуправління національних меншин:  польська, румунська, русинська, складені кожна з трьох осіб, а ромська — з 4 осіб.

## Пам'ятки
В Мучоні варто відвідати й побачити:
- Музей українського етносу «Русинський музей»
- Греко-католицький храм
- Пам’ятник королю Св. Іштвану
- Пам’ятник Шандору Петефі.
- Пам’ятник загиблим вуглярам і цеглярам
- Виставку пам’яток промислів і місцевої історії